# Місто Зеро
«Місто Зеро» (рос. «Город Зеро») — радянський художній фільм режисера  Карена Шахназарова, знятий в 1988 році на кіностудії  «Мосфільм».

## Сюжет
Інженер машинобудівного заводу з Москви Олексій Варакін (Леонід Філатов) приїжджає в провінційне місто у відрядження з метою узгодити технічні деталі зміни конструкції кондиціонерів, які місцевий механічний завод постачає його підприємству протягом п'ятнадцяти років.
Дивні випадки починаються вже на прохідній заводу, де не знаходиться пропуску, який він замовив лише півгодини тому. Секретарка директора заводу працює абсолютно голою, але на це ніхто не звертає уваги. Директор (Армен Джигарханян) не знає, що головний інженер заводу помер в результаті нещасного випадку ще вісім місяців тому.
У незвично порожньому ресторані Варакіна пропонують в якості подарунка від кухаря десерт — торт у вигляді його голови. Незважаючи на попередження офіціанта про те, що кухар може образитися і накласти на себе руки, Варакін обурено відмовляється від частування, і кухар насправді пускає собі кулю в серце.
Квитки на вокзалі відсутні, дороги нікуди не ведуть. Таксист замість залізничної станції привозить Варакіна в глухомань, в якій чомусь знаходиться місцевий краєзнавчий музей. Хранитель музею (Євген Євстигнєєв) показує йому еклектичну експозицію з дивовижних експонатів, в якій змішалися нації і епохи: від троянців і римлян до недавніх керівників країни. А Міша, малолітній син місцевого електрика, у якого Варакін зупинився на нічліг, повідомляє йому, що той ніколи не виїде з цього міста, точно називає його прізвище, ім'я, по батькові, рік народження (1945-й) і рік смерті (2015-й), а також імена чотирьох його дочок, від імені яких йому поставлять могильний пам'ятник на місцевому міському кладовищі.
Слідчий (Олексій Жарков) пред'являє Варакіну неспростовні докази того, що загиблий кухар Ніколаєв — батько Варакіна, і що справжнє ім'я Олексія — Махмуд. Місцевий прокурор (Володимир Меньшов) зізнається йому в своєму потаємному бажанні вчинити злочин, заявляє, що трагедія в ресторані — не самогубство, а сплановане вбивство, яке має на меті підірвати державність Радянського Союзу. У той же вечір прокурор намагається застрелитися на очах у всіх присутніх на танцювальному вечорі, присвяченому черговій річниці того дня, коли «рок-н-рол був вперше виконаний в їхньому місті», причому все тим же Ніколаєвим.
Те, що сприймається Варакіним як безглуздість і повна маячня, для жителів міста, судячи з усього, — буденність. Спочатку Варакін дивується тим, що відбувається і намагається якось боротися з ланцюгом ірраціональних подій, які з ним відбуваються. Але мало-помалу мириться з обставинами, пристосовується до них і теж починає приймати ірраціональний хід речей як буденність. Він уже не заперечує того, що є Махмудом, рідним сином загиблого кухаря Ніколаєва.
Під час вечірки з виїздом на природу до «дубу влади Дмитра Донського» прокурор радить Варакіну бігти, і той біжить, в тумані знайшовши човен і переправляючись через річку.

## У ролях
- Леонід Філатов —  Олексій Михайлович Варакін, інженер московського машинобудівного заводу
- Олег Басилашвілі —  Василь Миколайович Чугунов, письменник, голова міської письменницької організації
- Володимир Меньшов —  Микола Іванович Смородінов, прокурор міста, колишній секретар міського комітету ВЛКСМ
- Армен Джигарханян —  Пал Палич, директор місцевого механічного заводу «Росагропрома»
- Євген Євстигнєєв —  директор місцевого краєзнавчого музею
- Олексій Жарков —  слідчий
- Петро Щербаков —  Степан Пилипович Іванов, голова міськвиконкому
- Олена Аржанік —  Ніна, секретар директора місцевого механічного заводу
- Тетяна Хвостикова —  Анна, водій автомобіля «Жигулі»
- Юрій Шерстньов —  Курдюмов, офіціант місцевого ресторану «Дніпро»
- Олександр Безпалий —  місцевий електрик, господар приватного будинку
- Альоша Гордидов —  Міша, син електрика
- Євген Зєрнов —  Ніколаєв, кухар місцевого ресторану «Дніпро», перший виконавець рок-н-ролу в місті
- Михайло Солодовник —  Аттіла

## Знімальна група
- Режисер — Карен Шахназаров
- Сценаристи — Олександр Бородянський, Карен Шахназаров
- Оператор — Микола Немоляєв
- Композитор — Едуард Артем'єв
- Художник — Людмила Кусакова